# Kenton (Delaware)
Kenton é uma vila localizada no estado americano de Delaware, no condado de Kent.

## Geografia
De acordo com o United States Census Bureau, a cidade tem uma área de 0,5 km², onde todos os 0,5 km² estão cobertos por terra.

### Localidades na vizinhança
O diagrama seguinte representa as localidades num raio de 16 km ao redor de Kenton.

## Demografia
Segundo o censo nacional de 2010, a sua população é de 261 habitantes e sua densidade populacional é de 530,4 hab/km². Possui 104 residências, que resulta em uma densidade de 211,3 residências/km².